# 西鉄300形電車 (軌道)
西鉄300形電車（にしてつ300がたでんしゃ）は、かつて西日本鉄道が所有していた路面電車路線（福岡市内線、北九州線）に在籍していた電車。旧型の木造車両の機器を一部流用する形で製造が行われた。
「300形」と言う形式名を持つ福岡市内線の路面電車車両としては、1947年から1952年まで北九州線から転属した118形が一時的に「300形」と改番されていたため、この項目で解説する車両は2代目にあたる。

## 概要
1950年から1954年にかけて、福岡市内線開業時から使用されていた2軸電車の置き換えと輸送力増強のため、同じく西鉄が所有していた路面電車路線である北九州線の木造ボギー車（100形）が転属した。だが、1910年代から1920年代初期に製造された事による車齢に加え、全車とも木造車体であった事から1960年代には老朽化が進行していた。そのため鋼製ボギー車や連接車の導入によって置き換えが進んだ一方、これらの車両の機器を流用することで安価なボギー車を製造する計画が立てられた。これに基づき、西鉄の子会社であった九州車輌によって作られたのが300形である。
車体は全長11 m級で、前面は連接車（1001形・1201形・1301形）に類似した、運転台前面の中央部に大窓が設置された変則三枚窓で、側面に7枚設置された2段窓は上部がHゴムで固定されたバス窓であった。2枚折戸式の乗降扉も含めて車体は全金属製だった。座席は全席ロングシートで、車内の壁面はライトグリーンで塗られたデコラ仕上げの軽金属板が張られ、車内照明には蛍光灯が用いられた。
台車は北方線の連接車である331形用の付随台車を基に開発された日立製作所製のKL-11形が新造され、軸箱支持装置には軸ばねが用いられた。主電動機や抵抗器、補助電源装置（電動発電機、MG）、空気圧縮機に関しても、流用先の機器の老朽化が予想以上に進行していた事で新造品が使われた結果、100形から流用されたのは制御装置や制動装置などごく僅かな部品に過ぎなかった。

## 運用

### 福岡市内線時代
1963年に2両（301・302）、翌1964年に3両（303 - 305）が製造されたが、前述の通り100形から流用可能な機器が想定よりも少なく生産コストが嵩んだ結果、合計5両で改造は打ち切られた。1968年 - 1970年には福岡市内線のワンマン運転開始に伴う対応工事が実施され、向かって右側の乗降扉付近の窓の上段を潰し方向幕やスピーカーが搭載される、先頭中央窓に自動ワイパーや下部通風口が設置され縦方向の長さが縮小する等多岐に渡る改造が行われた。
利用客減少に伴い福岡市内線の一部路線の廃止（第1次廃止）が1975年11月に実施された事を機に、300形は全車とも北九州線へ転属した。

### 北九州線時代
転属にあたり、廃車となった車両から流用された主電動機（45 kw）を用い車両出力が90 kwに増強され歯車比も変わった他、前面右側窓にワイパーが増設されるなど外見にも若干の変化が生じた。そして1977年から北九州線での使用が始まった。以降は他形式との共通運用に用いられ、塗装変更も実施されたが、1985年10月20日の一部廃止と共に全車とも廃車された。
車両の譲渡は行われなかったが、台車は全て長崎電気軌道1300形に流用されており、2019年現在も使用されている。

## 車歴
| 西鉄300形 |           |                  |                |      |
| 車両番号  | 改造日付  | 北九州線転属日付 | 廃車日付       | 種車 |
| 301       | 1963年6月 | 1977年1月20日    | 1985年10月20日 | 108  |
| 302       | 1963年8月 | 1977年7月20日    | 1985年10月20日 | 154  |
| 303       | 1964年1月 | 1977年7月20日    | 1985年10月20日 | 155  |
| 304       | 1964年2月 | 1977年7月20日    | 1985年10月20日 | 124  |
| 305       | 1964年3月 | 1977年7月20日    | 1985年10月20日 | 132  |

## 参考資料
- 朝日新聞社「日本の路面電車車両諸元表」『世界の鉄道 昭和48年版』1973年10月14日、170-181頁。

- 山本魚睡、松本克広『西鉄』保育社〈日本の私鉄 16〉、1982年6月5日。ISBN 4-586-50571-0。

- 飯島巌、谷口良忠、荒川好夫『西日本鉄道』保育社〈私鉄の車両 9〉、1985年10月25日。ISBN 4-586-53209-2。

- 寺田祐一『ローカル私鉄車輌20年 路面電車・中私鉄編』JTB〈JTBキャンブックス〉、2003年4月1日。ISBN 4533047181。